# 2024년 10월 이란의 이스라엘 공습
2024년 10월 1일 이란이 최소 두 차례에 걸쳐 인근국 이스라엘의 목표물을 향해 181발의 탄도미사일을 발사한 사건이다. 2024년 이란-이스라엘 대리 분쟁 중 벌어진 가장 큰 공격이다.

## 전개
공격으로 이스라엘 전역에 경보가 울렸고 이스라엘 수도 예루살렘과 최대 도시 텔아비브를 포함한 여러 지역에서 폭발이 보고되었다. 부상자는 이스라엘인 2명과 팔레스타인인 4명, 요르단 출신 민간인 2명이며, 유일한 사망자는 예리코 근처에 떨어진 미사일 파편에 의해 사망한 가자 지구 출신의 38세 팔레스타인 남성이다. 이란은 이 공격이 방어를 위한 것이라며 이스라엘이 이란 영토 내에서 하마스 지도자 이스마일 하니예를 암살한 것에 대한 보복이며, 헤즈볼라 지도자 하산 나스랄라와 이슬람 혁명 수비대의 장군 아바스 닐포루샨을 암살한 것에 대한 보복이라고 주장했다.
- 2024년 10월 이란의 이스라엘 공습 - 이란군 작전명, 제2차 진실된 약속 작전

## 공습 이후
이란은 발사된 미사일의 90%가 목표물에 명중했다고 밝혔다. 하지만 이스라엘 방위군은 대부분의 미사일이 격추되었다고 주장했다. 특히, 특정 미사일 충돌 위치를 검열하면서 공격 동안 공군 작전 능력을 완전히 유지했다고 주장했다. 미국 국방부는 바로 열린 브리핑에서 역내 미국 구축함 2척이 10여 발의 요격미사일을 발사했다고 밝혔다. 또 미국 고위 관리들은 많은 미사일이 발사에 실패했거나 이스라엘 영공에 도달하지 못했다고 밝혔다.
베냐민 네타냐후 이스라엘 총리는 이 공격을 큰 실수라고 규정하고 이란이 이에 대해 대가를 치르게 될 것이라고 경고했다.

## 배경
2024년 7월 31일, 하마스의 정치 지도자 이스마일 하니예가 이스라엘의 공격으로 이란 수도 테헤란에서 암살당했다. 2024년 8월 5일, 앤터니 블링컨 미국 국무장관은 G7 외교장관들에게 이란이 이스라엘에 대한 보복 공격을 시작할 수 있다는 경고를 전달했다. 이어 2024년 9월 27일, 하산 나스랄라 헤즈볼라 사무총장은 베이루트에서 이스라엘 공습으로 암살당했다.

### 이전 이란-이스라엘 공습 (2024년 4월)

#### 이스라엘의 주시리아 이란영사관 공습
2024년 4월 1일, 이스라엘 항공기는 시리아 수도 다마스쿠스에 있는 이란영사관을 공습했다. 호세인 아미르압돌라히안 이란 외무장관은, 국교 관계가 없는 미국과 이란이 상대에 의사를 전달하는 역할을 하는 주테헤란 스위스대사관의 미국 이익대표부 직원을 초치했다. 그는 이어 "미국이 반드시 책임을 져야 한다"고 밝혔다.

## 미사일 방어망 무력화

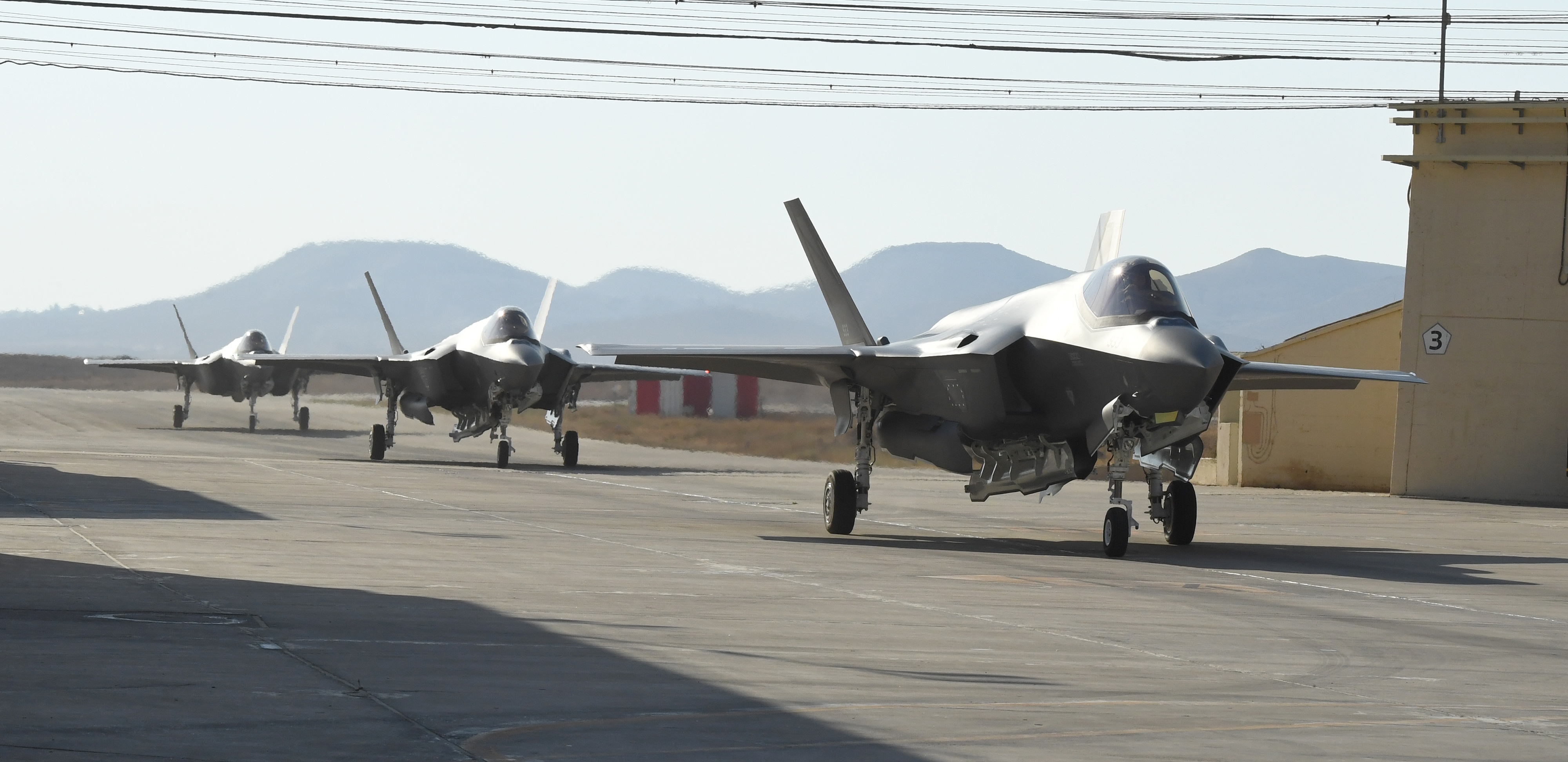
네바팀 공군기지의 F-35I 스텔스 전투기

2024년 10월 4일, 월스트리트저널(WSJ)에 따르면 위성사진 분석 결과 지난 1일 이란이 발사한 미사일 중 최대 32기가 이스라엘 남부 네바팀 공군기지 주변 도로 등에 떨어졌다. 미들버리 국제학연구소의 비확산 전문가인 제프리 루이스 박사는 "32개의 미사일은 엄청난 개수"라며 "사람들은 방공체계의 성능에 대해 환상을 지니고 있다"고 말했다.
- 2024년 4월 이란의 이스라엘 공습 - 이란군 작전명, 진실된 약속 작전
  - 에마드 미사일, 샤하브-3의 개량형, 사거리 1700 km, 미사일 방어망 회피 기능 없음
  - 가드르 미사일, 샤하브-3의 개량형, 사거리 1600~1950 km, 미사일 방어망 회피 기능 없음

- 2024년 10월 이란의 이스라엘 공습 - 이란군 작전명, 진실된 약속 작전 2
  - 에마드 미사일, 샤하브-3의 개량형, 사거리 1700 km, 미사일 방어망 회피 기능 없음
  - 가드르 미사일, 샤하브-3의 개량형, 사거리 1600~1950 km, 미사일 방어망 회피 기능 없음
  - 케이바르 셰칸 미사일, 미사일 방어망 회피 기능, 2022년 공개
  - 파타-1 미사일, 마하 15, 미사일 방어망 회피 기능, 이란 최초의 극초음속 미사일, 2023년 공개

## 대한민국의 대응
2024년 10월 2일, 윤석열 대통령은 대통령실에서 중동 사태에 따른 긴급 경제·안보 점검회의를 주재하고 "중동 정세의 불확실성이 어느 때보다 높기 때문에 향후 사태에 대한 모든 가능성을 열어두고 관계부처와 기관은 긴밀히 협력하면서 24시간 모니터링 체제를 갖추라"고 지시했다.
중동 역내에 소재한 우리 국민의 보호가 가장 중요하다... 중동 정세에 대한 국제사회의 우려가 더욱 커지고 있다. 이럴 때일수록 더 침착하고 신속한 대응이 필요하다... 중동의 군사 충돌이 야기할 수 있는 모든 시나리오를 치밀하게 점검하고 그에 따라 필요한 조치를 지체 없이 마련해야 한다.— 윤석열 대통령 (정혜전 대통령실 대변인 발표)

## 같이 보기
- 이스마일 하니예 암살 사건
- 이란-이스라엘 대리 분쟁